# Wilhelminaplein (stacja metra)
Wilhelminaplein – stacja metra w Rotterdamie, położona na linii D (błękitnej) i E (niebieskiej). Została otwarta 4 czerwca 1997. Stacja znajduje się w pobliżu Erasmusbrug, w Kop van Zuid.